# エーカートッサロット
エーカートッサロット王（泰: สมเด็จพระเอกาทศรถ）はタイのアユタヤ王朝の22代目の王。サンペット1世の子、ナレースワンの弟。“白の王”と呼ばれる事もある。即位前から兄ナレースワンの反ビルマ戦争を助け、アユタヤ王朝の独立を助けた。即位後はビルマとの戦争を避け、税制と整え、寺院を建設し内政を強化した。外交面では多くの功績を残した。オランダと接触し、オランダに1607年、タイ史上初めて西洋に使節団を送った。1612年にはイギリスと接触し、イギリス人のアユタヤおよびパタニ王国での商業を許可した。

## 王位継承
エーカートッサロット王には何人かの男子がいたが、晩年、長子のスタット親王を大総督の位に就けた。ところが、王の近臣ピヤ・ナイワイが、スタット親王が王位を狙っていると讒言したため、親王は罷免され、さらに処刑されてしまったという。
そしてエーカートッサロット王の後を継いだのは、スタット親王の弟インタラチャ親王、後のソンタム王である。
注:ナーラーイ王の名前の一部にもエーカートッサロットの名称が見える。

## 関連記事
- タイ君主一覧